# Carinaria japonica
Carinaria japonica är en snäckart. Carinaria japonica ingår i släktet Carinaria och familjen Carinariidae. Inga underarter finns listade i Catalogue of Life.